# オーロン
オーロン(Aurone)は、フラボノイドの一種の複素環式化合物である。(E)-と(Z)-の2つの異性体が存在する。分子はベンゾフランを含み、ベンジリデンと2位で結合している。オーロンでは、カルコノイド基は多くのフラボノイドのような六員環ではなく、五員環である。

(Z)-オーロンの骨格構造

オーロンを含む誘導体も、総称してオーロンと呼ばれる。オーロンは、キンギョソウやコスモス等の観賞用になる花に黄色い色を与えている。4'-クロロ-2-ヒドロキシオーロンや4'-クロロオーロン等は、褐藻でも見られる。
ほとんどのオーロンは(Z)-型で、Austin Model 1の計算によるとより安定する。しかし、(E)-型の(E)-3'-O-β-d-グルコピラノシル-4,5,6,4'-テトラヒドロキシ-7,2'-ジメトキシオーロンは、Gomphrena agrestisで見られる。
フラボノイドのアナログから、オーロンは生理的特性を持つことが示唆されている。